# سیستم استنتاج عصبی-فازی سازگار
یک سیستم استنتاج عصبی-فازی سازگار (به انگلیسی:  adaptive neuro-fuzzy inference system  یا adaptive network-based fuzzy inference system که به صورت ANFIS خلاصه شده است) نوعی شبکه عصبی مصنوعی است که براساس سیستم فازی تاکاگی-سوگنو (Takagi–Sugeno) می باشد. این شیوه در اوایل ۱۹۹۰ ایجاد شده است.   از آنجایی که این سیستم، شبکه های عصبی و مفاهیم منطق فازی را یکی می کند، می‌تواند از امکانات هر دو آنها در یک قاب بهره برد.سیستم استنتاج (inference) آن مطابق با مجموعه قوانین فازی اگر-آنگاه است که قابلیت یادگیری برای تقریب زدن توابع غیرخطی را دارد. از این رو، ANFIS به عنوان یک برآورد جهانی (universal estimator) مطرح شده است.